# فرانسوا إتيان دي كيلرمان
فرانسوا إتيان دي كيلرمان هو عسكري وضابط وسياسي فرنسي، ولد في 4 أغسطس 1770 في متز في فرنسا، وتوفي في 2 يونيو 1835 في باريس في فرنسا. انتخب member of the Chamber of Peers ‏ وانتخب Pair of France ‏.